# 白银晚报
《白银晚报》是《白银日报》于2012年12月10日创刊的子报，也是甘肃省第三张都市类综合性报纸。 2018年起，报刊停刊。